# Unione Sportiva Catanzaro 1974-1975
Questa voce raccoglie le informazioni riguardanti l'Unione Sportiva Catanzaro nelle competizioni ufficiali della stagione 1974-1975.

## Stagione
Nella stagione 1974-1975 il Catanzaro disputa il campionato cadetto, raccoglie 45 punti, perde lo spareggio promozione con il Verona (1-0), sono promossi in Serie A il Perugia con 49 punti, il Como con 46 punti ed il Verona con 45 punti, sono retrocesse in Serie C l'Alessandria con 34 punti che ha perso (2-1) lo spareggio con la Reggiana, l'Arezzo con 33 punti ed il Parma con 30 punti ma penalizzato di 3 punti.
Il Catanzaro in questa stagione è affidato all'allenatore Gianni Di Marzio e disputa un sontuoso campionato, al termine ha la miglior difesa del torneo con 18 reti subite in 38 partite, ma anche uno dei peggiori attacchi del torneo con 27 reti realizzate. La squadra giallorossa è stata costantemente a ridosso delle prime posizioni, perdendo la promozione per un solo punto, pesano i tanti pareggi e le sconfitte di Ferrara e di Verona nelle ultime fasi del torneo. In Coppa Italia disputa il 2º girone di qualificazione che promuove il Napoli imbattuto al girone finale A.

## Rosa
| N. |                   | Ruolo | Calciatore       |
| -- | ----------------- | ----- | ---------------- |
|    | Italia (bandiera) | C     | Alberto Arbitrio |
|    | Italia (bandiera) | C     | Adriano Banelli  |
|    | Italia (bandiera) | C     | Paolo Braca      |
|    | Italia (bandiera) | A     | Luciano Garito   |
|    | Italia (bandiera) | D     | Mario Garito     |
|    | Italia (bandiera) | D     | Luigi Maldera    |
|    | Italia (bandiera) | A     | Pieraldo Nemo    |
|    | Italia (bandiera) | A     | Massimo Palanca  |
|    | Italia (bandiera) | C     | Roberto Papa     |

| N. |                   | Ruolo | Calciatore         |
| -- | ----------------- | ----- | ------------------ |
|    | Italia (bandiera) | P     | Giorgio Pellizzaro |
|    | Italia (bandiera) | P     | Dino Di Carlo      |
|    | Italia (bandiera) | A     | Claudio Piccinetti |
|    | Italia (bandiera) | D     | Claudio Ranieri    |
|    | Italia (bandiera) | D     | Fausto Silipo      |
|    | Italia (bandiera) | A     | Alberto Spelta     |
|    | Italia (bandiera) | D     | Roberto Vichi      |
|    | Italia (bandiera) | C     | Giorgio Vignando   |
|    | Italia (bandiera) | A     | Antonio Zuppa      |

## Risultati

### Serie B

#### Girone di andata
| Arbitro: | Michelotti (Parma) |

|                |           |           |
| L. Maldera 41’ | Marcatori | 48’ Doldi |

| Arbitro: | Lops (Torino) |

|            |           |              |
| Meucci 79’ | Marcatori | 31’ Vignando |

| Arbitro: | Mattei (Macerata) |

|            |           |  |
| Spelta 19’ | Marcatori |  |

| Arbitro: | Mascali (Desenzano del Garda) |

|           |           |                |
| Baisi 50’ | Marcatori | 30’ M. Palanca |

| Arbitro: | Zanchetta (Treviso) |

|  |           |               |
|  | Marcatori | 62’ Altobelli |

| Perugia 3 novembre 1974 6ª giornata | Perugia            | 0 – 0 | Catanzaro | Stadio Santa Giuliana\| Arbitro: \| R. Lattanzi (Roma) \| |
| Arbitro:                            | R. Lattanzi (Roma) |       |           |                                                           |

| Como 10 novembre 1974 7ª giornata | Como                        | 0 – 0 | Catanzaro | Stadio Giuseppe Sinigaglia\| Arbitro: \| Esposito (Torre Annunziata) \| |
| Arbitro:                          | Esposito (Torre Annunziata) |       |           |                                                                         |

| Arbitro: | Reggiani (Bologna) |

|                   |           |  |
| Spelta 73’ (rig.) | Marcatori |  |

| Arbitro: | Milan (Treviso) |

|                |           |  |
| M. Palanca 80’ | Marcatori |  |

| Arbitro: | Vannucchi (Bologna) |

|                        |           |             |
| Serato 7’ Zucchini 32’ | Marcatori | 33’ Ranieri |

| Novara 8 dicembre 1974 11ª giornata | Novara           | 0 – 0 | Catanzaro | Stadio Comunale\| Arbitro: \| Falasca (Chieti) \| |
| Arbitro:                            | Falasca (Chieti) |       |           |                                                   |

| Catanzaro 15 dicembre 1974 12ª giornata | Catanzaro         | 0 – 0 | Sambenedettese | Stadio Militare\| Arbitro: \| Ambrosio (Napoli) \| |
| Arbitro:                                | Ambrosio (Napoli) |       |                |                                                    |

| Taranto 22 dicembre 1974 13ª giornata | Taranto        | 0 – 0 | Catanzaro | Stadio Salinella\| Arbitro: \| Lapi (Firenze) \| |
| Arbitro:                              | Lapi (Firenze) |       |           |                                                  |

| Arbitro: | Chiapponi (Livorno) |

|                              |           |             |
| M. Palanca 6’ Piccinetti 61’ | Marcatori | 77’ Manfrin |

| Parma 12 gennaio 1975 15ª giornata | Parma            | 0 – 0 | Catanzaro | Stadio Ennio Tardini\| Arbitro: \| Lenardon (Siena) \| |
| Arbitro:                           | Lenardon (Siena) |       |           |                                                        |

| Catanzaro 19 gennaio 1975 16ª giornata | Catanzaro                   | 0 – 0 | Brindisi | Stadio Militare\| Arbitro: \| Esposito (Torre Annunziata) \| |
| Arbitro:                               | Esposito (Torre Annunziata) |       |          |                                                              |

| Arbitro: | Reggiani (Bologna) |

|  |           |              |
|  | Marcatori | 33’ Arbitrio |

| Catanzaro 2 febbraio 1975 18ª giornata | Catanzaro       | 0 – 0 | Verona | Stadio Militare\| Arbitro: \| Schena (Foggia) \| |
| Arbitro:                               | Schena (Foggia) |       |        |                                                  |

| Palermo 9 febbraio 1975 19ª giornata | Palermo        | 0 – 0 | Catanzaro | Stadio La Favorita\| Arbitro: \| Frasso (Capua) \| |
| Arbitro:                             | Frasso (Capua) |       |           |                                                    |

#### Girone di ritorno
| Arbitro: | Mascali (Desenzano del Garda) |

|                           |           |           |
| Bresciani 69’, 75’ (rig.) | Marcatori | 2’ Spelta |

| Arbitro: | Pieri (Genova) |

|          |           |                        |
| Papa 50’ | Marcatori | 14’ Giovanni Carnevali |

| Arbitro: | Moretto (San Donà di Piave) |

|               |           |             |
| Tombolato 42’ | Marcatori | 39’ Banelli |

| Arbitro: | R. Lo Bello (Siracusa) |

|                                       |           |                               |
| Spelta 30’, 81’ (rig.) L. Maldera 36’ | Marcatori | 27’ Mazzia 49’ (rig.) Manueli |

| Brescia 16 marzo 1975 24ª giornata | Brescia              | 0 – 0 | Catanzaro | Stadio Mario Rigamonti\| Arbitro: \| Barbaresco (Cormons) \| |
| Arbitro:                           | Barbaresco (Cormons) |       |           |                                                              |

| Arbitro: | Michelotti (Parma) |

|                            |           |  |
| Piccinetti 43’ Ranieri 87’ | Marcatori |  |

| Arbitro: | Reggiani (Bologna) |

|                |           |  |
| Piccinetti 57’ | Marcatori |  |

| Avellino 6 aprile 1975 27ª giornata | Avellino         | 0 – 0 | Catanzaro | Stadio Partenio\| Arbitro: \| Casarin (Milano) \| |
| Arbitro:                            | Casarin (Milano) |       |           |                                                   |

| Arbitro: | Gonella (Torino) |

|             |           |  |
| Rizzati 17’ | Marcatori |  |

| Arbitro: | Lops (Torino) |

|             |           |  |
| Banelli 49’ | Marcatori |  |

| Arbitro: | Gialluisi (Barletta) |

|              |           |  |
| Vignando 78’ | Marcatori |  |

| Arbitro: | Vannucchi (Bologna) |

|  |           |                |
|  | Marcatori | 72’ Piccinetti |

| Arbitro: | Moretto (San Donà di Piave) |

|                |           |               |
| M. Palanca 47’ | Marcatori | 67’ Jacomuzzi |

| Arbitro: | Barboni (Firenze) |

|             |           |  |
| Pezzato 77’ | Marcatori |  |

| Arbitro: | Celli (Trieste) |

|                   |           |                  |
| Spelta 42’ (rig.) | Marcatori | 44’ (rig.) Bonci |

| Brindisi 1º giugno 1975 35ª giornata | Brindisi           | 0 – 0 | Catanzaro | Stadio Comunale\| Arbitro: \| R. Lattanzi (Roma) \| |
| Arbitro:                             | R. Lattanzi (Roma) |       |           |                                                     |

| Arbitro: | Schena (Foggia) |

|                              |           |  |
| Silipo 23’ Spelta 80’ (rig.) | Marcatori |  |

| Arbitro: | Ciacci (Firenze) |

|           |           |  |
| Luppi 50’ | Marcatori |  |

| Arbitro: | Michelotti (Parma) |

|             |           |  |
| Banelli 66’ | Marcatori |  |

#### Spareggio promozione
| Arbitro: | Gonella (Torino) |

|              |           |  |
| Mazzanti 25’ | Marcatori |  |

### Coppa Italia

#### Girone 2
| Arbitro: | Pieri (Genova) |

|                  |           |                |
| Pezzato 15’, 18’ | Marcatori | 41’ M. Palanca |

| 1º settembre 1974 2ª giornata |  | – Turno di riposo CATANZARO |  |  |

| Arbitro: | Schena (Foggia) |

|              |           |            |
| Arbitrio 66’ | Marcatori | 73’ Zigoni |

| Arbitro: | Busalacchi (Palermo) |

|             |           |                |
| Ranieri 20’ | Marcatori | 80’ De Giorgis |

| Arbitro: | Baldoni (Ancona) |

|                    |           |  |
| Clerici 24’ (rig.) | Marcatori |  |

## Statistiche

### Statistiche di squadra
| Competizione | Punti | In casa | In casa | In casa | In casa | In casa | In casa | In trasferta | In trasferta | In trasferta | In trasferta | In trasferta | In trasferta | Totale | Totale | Totale | Totale | Totale | Totale | DR |
| Competizione | Punti | G       | V       | N       | P       | Gf      | Gs      | G            | V            | N            | P            | Gf           | Gs           | G      | V      | N      | P      | Gf     | Gs     | DR |
| ------------ | ----- | ------- | ------- | ------- | ------- | ------- | ------- | ------------ | ------------ | ------------ | ------------ | ------------ | ------------ | ------ | ------ | ------ | ------ | ------ | ------ | -- |
| Serie B      | 45    | 19      | 11      | 7       | 1       | 20      | 8       | 19           | 2            | 12           | 5            | 7            | 10           | 38     | 13     | 19     | 6      | 27     | 18     | +9 |
| Coppa Italia | 2     | 2       | 0       | 2       | 0       | 2       | 2       | 2            | 0            | 0            | 2            | 1            | 3            | 4      | 0      | 2      | 2      | 3      | 5      | -2 |
| Totale       |       | 21      | 11      | 9       | 1       | 22      | 10      | 21           | 2            | 12           | 7            | 8            | 13           | 42     | 13     | 21     | 8      | 30     | 23     | +7 |

### Statistiche dei giocatori
| Giocatore     | Serie B  | Serie B | Serie B     | Serie B    | Coppa Italia | Coppa Italia | Coppa Italia | Coppa Italia | Totale   | Totale | Totale      | Totale     |
| Giocatore     | Presenze | Reti    | Ammonizioni | Espulsioni | Presenze     | Reti         | Ammonizioni  | Espulsioni   | Presenze | Reti   | Ammonizioni | Espulsioni |
| ------------- | -------- | ------- | ----------- | ---------- | ------------ | ------------ | ------------ | ------------ | -------- | ------ | ----------- | ---------- |
| A. Arbitrio   | 19       | 1       | ?           | ?          | ?            | ?            | ?            | ?            | 19+      | 1+     | ?           | ?          |
| A. Banelli    | 34       | 3       | ?           | ?          | ?            | ?            | ?            | ?            | 34+      | 3+     | ?           | ?          |
| P. Braca      | 36       | 0       | ?           | ?          | ?            | ?            | ?            | ?            | 36+      | 0+     | ?           | ?          |
| L. Garito     | 1        | 0       | ?           | ?          | ?            | ?            | ?            | ?            | 1+       | 0+     | ?           | ?          |
| M. Garito     | 4        | 0       | ?           | ?          | ?            | ?            | ?            | ?            | 4+       | 0+     | ?           | ?          |
| L. Maldera    | 32       | 2       | ?           | ?          | ?            | ?            | ?            | ?            | 32+      | 2+     | ?           | ?          |
| P. Nemo       | 32       | 0       | ?           | ?          | ?            | ?            | ?            | ?            | 32+      | 0+     | ?           | ?          |
| M. Palanca    | 35       | 4       | ?           | ?          | ?            | ?            | ?            | ?            | 35+      | 4+     | ?           | ?          |
| R. Papa       | 17       | 1       | ?           | ?          | ?            | ?            | ?            | ?            | 17+      | 1+     | ?           | ?          |
| G. Pellizzaro | 38       | -18     | ?           | ?          | ?            | ?            | ?            | ?            | 38+      | -18+   | ?           | ?          |
| C. Piccinetti | 22       | 4       | ?           | ?          | ?            | ?            | ?            | ?            | 22+      | 4+     | ?           | ?          |
| C. Ranieri    | 37       | 2       | ?           | ?          | ?            | ?            | ?            | ?            | 37+      | 2+     | ?           | ?          |
| F. Silipo     | 32       | 1       | ?           | ?          | ?            | ?            | ?            | ?            | 32+      | 1+     | ?           | ?          |
| A. Spelta     | 38       | 7       | ?           | ?          | ?            | ?            | ?            | ?            | 38+      | 7+     | ?           | ?          |
| R. Vichi      | 37       | 0       | ?           | ?          | ?            | ?            | ?            | ?            | 37+      | 0+     | ?           | ?          |
| G. Vignando   | 37       | 2       | ?           | ?          | ?            | ?            | ?            | ?            | 37+      | 2+     | ?           | ?          |
| A. Zuppa      | 2        | 0       | ?           | ?          | ?            | ?            | ?            | ?            | 2+       | 0+     | ?           | ?          |